# ミドル・アングルス

マーシア王国のなかのミドル・アングルス

ミドル・アングルス (英語: Middle Angles) は、イギリスの歴史における七王国時代にグレートブリテン島に存在した小国家で、マーシア王国の衛星国である。

## 起源と領土
6世紀にアングル人がイースト・アングリアやザ・ウォッシュを経由し、現在のイングランド中部に当たるミッドランドに侵入した。初期にこの地域に支配を確立したグループはミディル・エングリ (Middil Engli) と呼ばれており、これがミドル・アングルス王国となった。彼らの領土は現在のレスターシャーとイースト・スタフォードシャーを中心としてケンブリッジシャーやチルターン丘陵まで及んでいたと推測されている。この地域はワトリング街道やフォス街道などの交通路やトレント川とその主な支流を擁する戦略的要衝であった。

## マーシア王国の中のミドル・アングルス
マーシアのペンダ王の時代には、ミドル・アングルスはすでにマーシアの支配下に組み込まれていた。ペンダ王は自らの拠点をミドル・アングルスの領内に築き、息子のペーダを副王としてミドル・アングルスの地に封じた。ペーダはキリスト教に改宗したのち、聖者ベーダ・ヴェネラビリスによるミドル・アングルスへの伝道を許したとされる。ミドル・アングルスは政治と宗教の中心地としてマーシアの重要な拠点となる。特にブレトワルダとなったオファ王の時代に、その影響力は頂点に達した。しかし、マーシアの衰退とともに宗教の中心地としてのミドル・アングルスおよびリッチフィールドの影響力は後退してゆく。